# 竹坂かほり
竹坂 かほり（たけさか かおり、現在は竹坂香利）は日本の女性漫画家。
集英社から出版されていた少女漫画誌「ぶ〜け」でデビュー。作品は、フランスや日本を舞台にした恋愛マンガで人気を博した。
- 1987年8月号から連載された『空のオルガン』では、昭和初期の横浜を舞台に、戦時体制に進む日本で、音楽を学ぶ多感な少年の日常を描いた作品で人気を博した。
- 1990年代後半の雑誌ぶ〜けの廃刊の前に活動を一時期休止。

小学館の月刊flowersにて、「竹坂香利」名義で、これまで2本の新作を掲載。
- 2003年12月号「カステラ・ダンチ」掲載。
- 2004年7月号「ボン・ダンス！」掲載。

その後、集英社の学習まんが「世界の歴史 (20) 未来へ踏み出す世界の国々」の執筆を行い、宙出版の雑誌にて活躍。
- 2010年6月 単行本「レオナルドの媚薬」が発行された。

## 作品リスト
- ディ・カデンツ - ぶ〜けコミックス　1982年
- 最終ページ - ぶ〜けコミックス　1983年
- パルティータ（全2巻） - ぶ〜けコミックス　1984年
- サー・ハムレット事件帳 - ぶ〜けコミックス　1984年
- 花は幽かに（全3巻） - ぶ〜けコミックス　1985〜86年
- 空のオルガン（全8巻）- ぶ〜けコミックス　1988〜90年
- 橋の下のギャルソン - ぶ〜けコミックス　1991年
- オールド・ファッションド・ラブソング　1991年
- JOUR DE NEIGE 雪の日 - 講談社ミミコミックス　1996年
- レオナルドの媚薬 - エメラルドコミックス ロマンスコミックス宙出版　2010年

## コミックスデータ
- 竹坂かほりコミックス http://www.hechima.co.jp/~jori/room6/sakuhin/takesaka.htm
- ぶ～けコミックス全リスト https://www.asahi-net.or.jp/~DN4N-IMNR/BClist.html